# George Broughton (hockey sur glace)
George Thompson Broughton, (né le 7 janvier 1888 - mort le 5 août 1956) est un joueur professionnel canadien de hockey sur glace.

## Carrière en club
En 1910, il passe professionnel avec les Shamrocks de Montréal dans l'ANH.

## Statistiques
| Saison    | Équipe                | Ligue |    | Saison régulière | Saison régulière | Saison régulière | Saison régulière | Saison régulière | Saison régulière | Saison régulière | Saison régulière | Saison régulière | Saison régulière |   | Séries éliminatoires | Séries éliminatoires | Séries éliminatoires | Séries éliminatoires | Séries éliminatoires | Séries éliminatoires | Séries éliminatoires | Séries éliminatoires | Séries éliminatoires |
| Saison    | Équipe                | Ligue | PJ | V                | D                | Pr/N             | Min              | BC               | Moy              | % Arr            | Bl               | Pun              | PJ               | V | D                    | Min                  | BC                   | Moy                  | % Arr                | Bl                   | Pun                  |                      |                      |
| 1910      | Shamrocks de Montréal | ANH   | 5  | 1                | 4                | 0                | 312              | 43               | -                | 82,7             | 0                | 0                | -                | - | -                    | -                    | -                    | -                    | -                    | -                    | -                    |                      |                      |
| 1911-1912 | Wanderers de Montréal | ANH   | 7  | 3                | 4                | 0                | 397              | 35               | -                | 52,9             | 1                | 0                | -                | - | -                    | -                    | -                    | -                    | -                    | -                    | -                    |                      |                      |